# Floréal-klass
Floréal-klassen är en typ av lätta "övervakningsfregatter" (franska: frégate de surveillance) som är utformade för den franska flottans behov i miljöer med låg hotbild som beställdes 1989. Fartygen är uppkallade efter månader i den franska revolutionskalendern. De är byggda liknande kommersiella fartyg för att minska kostnaderna. Fregatterna byggdes mellan 1990 och 1993 av Chantiers de l'Atlantique i Saint-Nazaire, Frankrike. De sex franska fartygen i klassen, Floréal, Prairial, Nivôse, Ventôse, Vendémiaire och Germinal, är fortfarande i aktiv tjänst.
Fartygens huvudbeväpning bestod av två Exocet MM38 sjömålsrobotar och en 10 cm CADAM-kanon, men 2014 togs Exocet-robotarna bort i slutet av deras livscykel. Fartygen har en maximal hastighet på 20 knop (37 km/h) och kan transportera 24 marinsoldater. Fartygen används huvudsakligen för att patrullera de franska utomeuropeiska departementen, främst i regionerna i Stilla havet, Indiska oceanen och Västindien, men har tjänstgjort i både militära och humanitära operationer i Persiska viken och Guineabukten.
I juli 1999 beställde den kungliga marockanska flottan två fartyg. De byggdes av Chantiers de l'Atlantique 2001-2002 och liknar de franska fartygen med små modifieringar. Deras huvudsakliga beväpning består av två Exocet-robotar och en OTO Melara 7,6 cm kanon. De två fregatterna Mohammed V och Hassan II togs i bruk 2002-2003 och används främst för utbildning och patrullering.

## Design och beskrivning

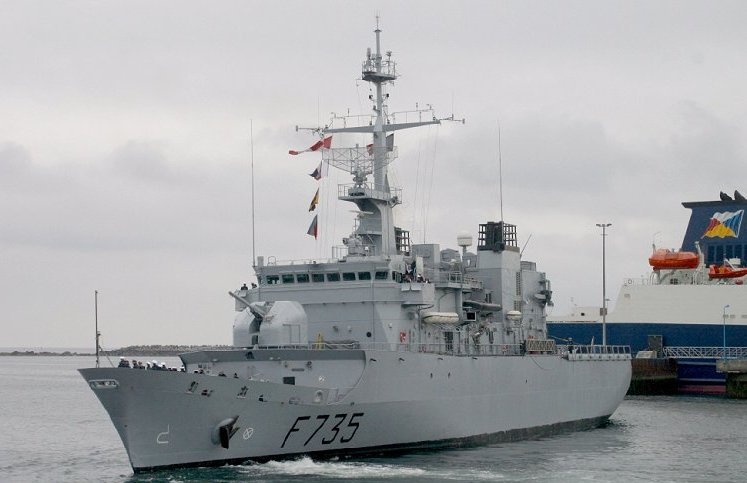
Germinal i Cherbourg.

Floréal-klassen utvecklades ur ett behov av att ta fram en billigare fregatt för patrullering i låghotsmiljöer i Frankrikes territorialvatten och exklusiva ekonomiska zon. Skrovet och överbyggnaden är tillverkade av svetsat stål med tvärgående skott. Fregatter av Floréal-klassen har ett standarddeplacement på 2 600 ton och 3 000 ton vid full last. Fregatterna har en total längd på 93,5 meter, en bredd på 14 meter och ett djupgående på 4,3 meter. På grund av fregatternas bredd är de utrustade med fenstabilisatorer.
Fregatterna drivs av fyra SEMT Pielstick 6 PA6 L280 BPC-dieselmotorer som driver två axlar som vardera driver en LIPS-propeller med reglerbar stigning. Framdrivningssystemet har en total effekt på 6 580 kilowatt (8 820 hk). Fartygen är också utrustade med en bogpropeller på 203 kilowatt (272 hk). De har också dubbla roder. På grund av den kommersiella designens utformning är de fyra dieslarna alla placerade i ett maskinrum för att underlätta underhållet. Både dieselbränsle och TR5-flygbränsle tas ombord på ett enda ställe vid aktern jämfört med marinbyggda fartyg som har två. Fartygen har också tre dieselelektriska generatorer på 750 kW (1 010 hk) som är placerade precis framför och bakom maskinrummet. Fregatterna i Floréal-klassen har en maximal hastighet på 20 knop (37 km/h) och en räckvidd på 9 000 nautiska mil (17 000 km) vid 15 knop (28 km/h).
Klassen skulle till en början endast vara lätt beväpnad med de vapen som krävdes för patrulleringsuppdrag, men detta utökades senare. Fregatterna var beväpnade med två Exocet MM38 sjömålsrobotar i avfyringsanordningar som var placerade centralt på överbyggnaden mittskepps. Varje robot hade en räckvidd på 42 kilometer, bar en 165 kg tung stridsspets och kunde nå hastigheter på upp till Mach 0,9. I slutet av robotarnas livscykel 2014 avlägsnades dock avfyringsanordningarna eftersom den franska flottan inte hade för avsikt att ersätta förmågan ombord på fartygen. Fartygen är utrustade med ett 10 cm CADAM-kanontorn med ett "Najir" eldledningssystem placerat framåt. Kanonen kan avfyra 78 skott per minut, varje skott väger 13,5 kg och har en räckvidd på 17 km. Fregatterna är också utrustade med två F2 20 mm automatkanoner som är placerade ovanpå den bakre överbyggnaden och som kan avfyra 720 skott per minut på upp till 10 kilometer.
Fartygen i Floréal-klassen har en 30 x 15 meter stor helikopterplatta i aktern och en 10 x 15 meter stor hangar. Fregatterna kan använda den ombordvarande Eurocopter AS565 Panther upp till sjögång 5, och kan använda helikoptrar upp till storleken Eurocopter AS332 Super Puma. Så sent som 2021 har även Aérospatiale Alouette III helikoptrar använts, särskilt i Stillahavsregionen. År 2022 ersatte Eurocopter Dauphin N3 Aérospatiale Alouette III på vissa fartyg när Alouette III togs ur tjänst. År 2022 ersatte Eurocopter Dauphin N3 Aérospatiale Alouette III på vissa fartyg när Alouette III togs ur tjänst. Fartygen har en besättning på 90 personer, inklusive flygpersonal och officerare, och 24 marinsoldater samt kapacitet för ytterligare 13 personer. Fartygen är utrustade med medicinska faciliteter, inklusive ett konsultationsrum och sjukhussängar för användning under humanitära uppdrag.

## Byggnation

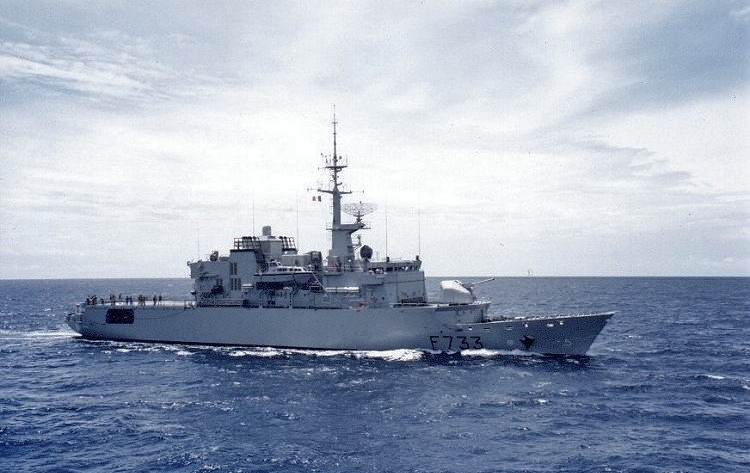
Ventôse.

Fartygen byggdes av Chantiers de l'Atlantique i Saint-Nazaire, Frankrike. De byggdes med civila konstruktionsmetoder för att spara pengar. Kostnadsminskningen gjorde att den franska flottan kunde bygga tre fartyg för priset av en fregatt av La Fayette-klassen. Denna metod användes även för den senare La Fayette-klassen. Efter sjötester skickades fartygen till Arsenal de Lorient i Lorient för att få sina vapen monterade.

### Skepp i klassen

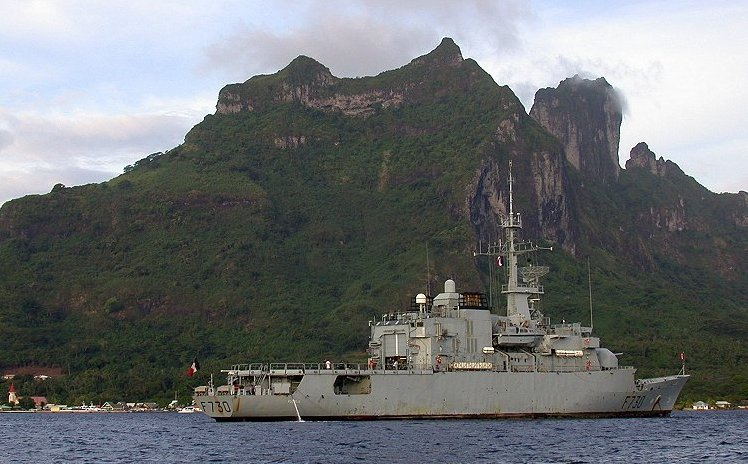
Floréal vid Bora-Bora.

| Konstruktionsdata | Konstruktionsdata | Konstruktionsdata                                | Konstruktionsdata | Konstruktionsdata | Konstruktionsdata | Konstruktionsdata |
| Fartygsnummer     | Namn              | Varv                                             | Kölsträckt        | Sjösatt           | Färdigställd      | Status            |
| ----------------- | ----------------- | ------------------------------------------------ | ----------------- | ----------------- | ----------------- | ----------------- |
| F 730             | Floréal           | Chantiers de l'Atlantique, Saint-Nazaire, France | 2 april 1990      | 6 oktober 1990    | 27 maj 1992       | I tjänst          |
| F 731             | Prairial          | Chantiers de l'Atlantique, Saint-Nazaire, France | 11 september 1990 | 16 mars 1991      | 20 maj 1992       | I tjänst          |
| F 732             | Nivôse            | Chantiers de l'Atlantique, Saint-Nazaire, France | 16 januari 1991   | 10 augusti 1991   | 16 oktober 1992   | I tjänst          |
| F 733             | Ventôse           | Chantiers de l'Atlantique, Saint-Nazaire, France | 28 juni 1991      | 14 mars 1992      | 5 maj 1993        | I tjänst          |
| F 734             | Vendémiaire       | Chantiers de l'Atlantique, Saint-Nazaire, France | 17 januari 1992   | 23 augusti 1992   | 21 oktober 1993   | I tjänst          |
| F 735             | Germinal          | Chantiers de l'Atlantique, Saint-Nazaire, France | 17 augusti 1992   | 14 mars 1993      | 18 maj 1994       | I tjänst          |

## Tjänstgöring
Fregatterna i Floréal-klassen har som huvudsyfte att patrullera och stödja de franska styrkorna i de franska utomeuropeiska departementen och regionerna. Fartygen kan också användas för humanitära uppdrag, fartygseskort och specialuppdrag. Floréal och Nivôse är baserade på Réunion, Vendémiaire på Nouméa, Prairial på Tahiti och Ventôse och Germinal på Martinique. Fregatterna har deltagit i militära operationer som en del av det australienledda INTERFET, i Operation Enduring Freedom i Persiska viken och i Operation Atalanta utanför Somalias kust. De har också deltagit i i humanitär tjänst efter orkaner och i räddningsinsatser för kraschade flygplan.
Klassen förväntas ersättas i fransk tjänst på 2030-talet med den planerade "Europeiska patrullkorvetten".

## Exportvarianter

### Marockanska flottan

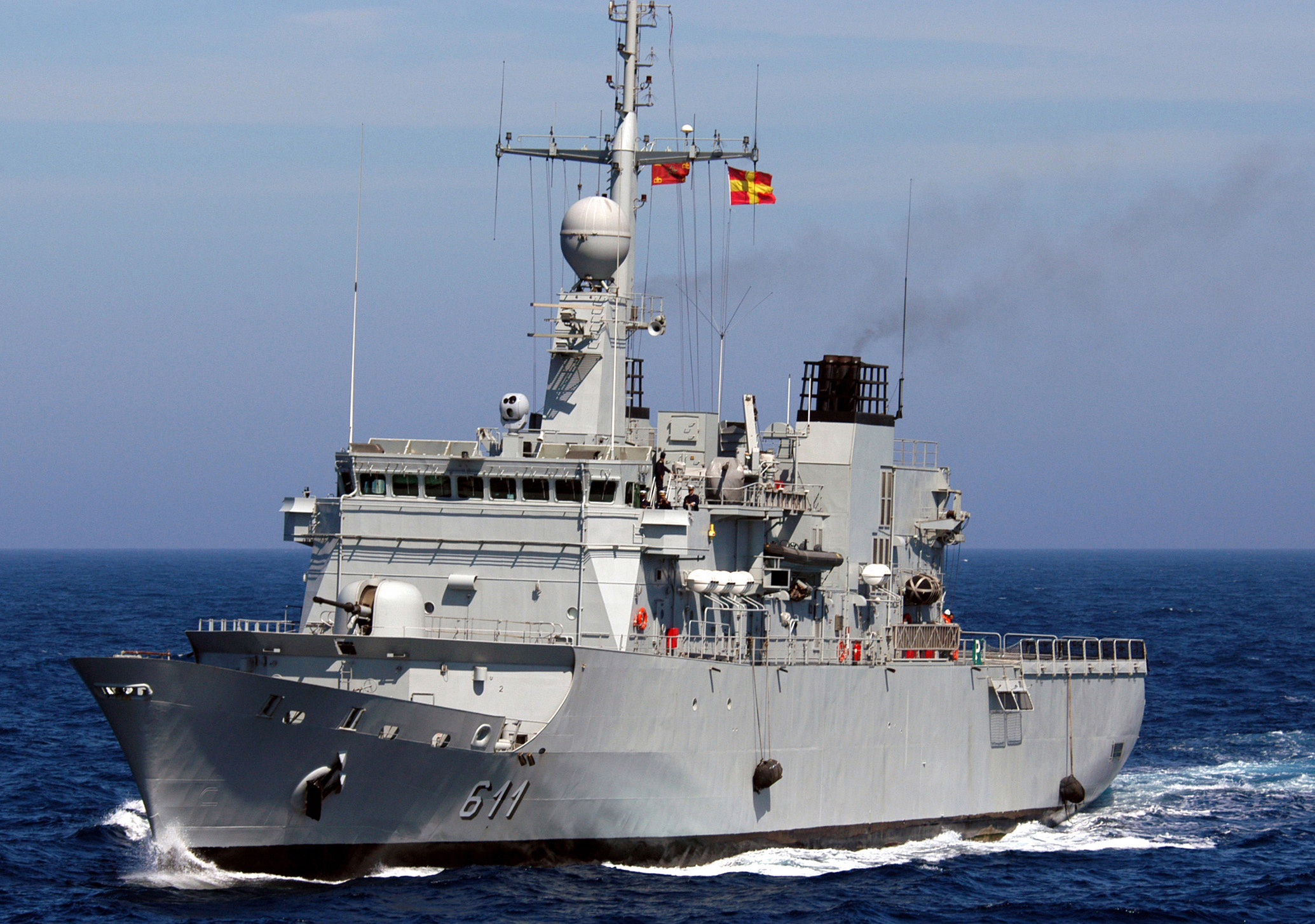
Mohammed V.

Den kungliga marockanska flottan har två fregatter av Floréal-klassen, Mohammed V och Hassan II. De två fregatterna är uppkallade efter de avlidna kungarna Mohammed V och Hassan II. De förvärvades med tre Panther-helikoptrar i juli 1999. De marockanska fregatterna av klassen liknar de fregatter som är i fransk tjänst med några modifieringar. Fregatterna drivs av ett CODAD-system som består av samma fyra SEMT Pielstick 6 PA6 L280 BPC-dieselmotorer som driver två axlar som vardera driver en LIPS-propeller med reglerbar stigning. CODAD-systemet har en effekt på 7 200 kilowatt (9 600 hk). Fartygen är också utrustade med en bogpropeller på 250 kilowatt (340 hk). Andra skillnader är bland annat ett OTO Melara 7,6 cm kanontorn med ett Najir eldledningssystem placerat framåt i stället för den franska 10 cm kanonen. Fregatterna kan beväpnas med två F2 20 mm kanoner som är placerade ovanpå den bakre överbyggnaden, men kom inte med vapnen installerade. I stället för 20 mm-kanonerna kan de marockanska fregatterna av Floréal-klassen utrustas med dubbla avfyringsanordningar för Simbad-luftvärnsrobotar.

#### Skepp i klassen
| Konstruktionsdata | Konstruktionsdata | Konstruktionsdata                                | Konstruktionsdata | Konstruktionsdata | Konstruktionsdata | Konstruktionsdata |
| Fartygsnummer     | Namn              | Varv                                             | Kölsträckt        | Sjösatt           | Färdigställd      | Status            |
| ----------------- | ----------------- | ------------------------------------------------ | ----------------- | ----------------- | ----------------- | ----------------- |
| 611               | Mohammed V        | Chantiers de l'Atlantique, Saint-Nazaire, France | juni 1999         | 9 mars 2001       | 12 mars 2002      | I tjänst          |
| 612               | Hassan II         | Chantiers de l'Atlantique, Saint-Nazaire, France | december 1999     | 11 februari 2002  | 20 december 2002  | I tjänst          |

### Filippinerna
STX France visade upp en moderniserad variant av Floréal-klassen som företaget erbjöd den filippinska flottan 2014.